# Kirklees Stadium
El Kirklees Stadium (conocido como el Accu Stadium por razones de patrocinio), es un recinto deportivo de uso múltiple situado en Huddersfield en Yorkshire del Oeste, Inglaterra. Se inauguró en 1994, y ha sido el terreno de juego del club de fútbol Huddersfield Town y del equipo de rugby Huddersfield Giants.

## Historia

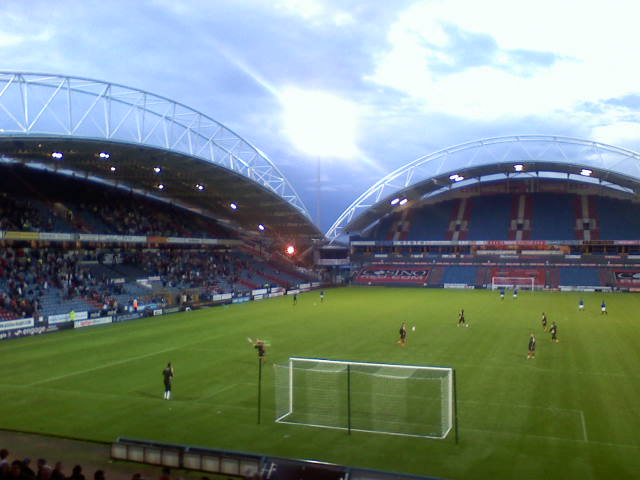
Jugadores calentándose previo a un encuentro en el John Smith's Stadium

El estadio es la casa del Huddersfield Giants RLFC y el Huddersfield Town Association Football Club.
Durante la planificación y la construcción, el estadio fue referido como el Kirklees Stadium. Fue construido por Alfred McAlpine, diseñado por HOK Sport y fue galardonado con el Premio RIBA Building of the Year para 1995.
La decisión de construir un nuevo estadio para el Huddersfield Town se tomó en agosto de 1992. La construcción comenzó el año siguiente y se completó a tiempo para la temporada 1994-95, permitiendo al club moverse a su nueva casa después de 86 años en el Leeds Road.
Fue anfitrión de su primer partido en agosto de 1994, cuando el Huddersfield Town perdió 1-0 ante el Wycombe Wanderers en la English Football League Championship. El exjugador del Blackburn Rovers, Simon Garner anotó el gol para los visitantes.
Cuando el estadio abrió sólo las dos gradas laterales (las Riverside y Kilner Bank) estaban listas. La gradería sur se abrió en diciembre de 1994. La construcción de la grada norte (Panasonic) comenzó en 1996 y fue terminada en 1998, aumentando la capacidad total del estadio a aproximadamente 24 500 espectadores. El costo estimado de la construcción fue de £ 40 millones de libras esterlinas.
El 4 de junio de 1999, recibió el partido de clasificación del Grupo 5 para la UEFA Euro 2000 Sub-21 entre la Selección de fútbol sub-21 de Inglaterra y la Selección de fútbol sub-21 de Suecia. Los anfitriones golearon a los visitantes por 3-0 con un doblete de Carl Cort y un gol de Richard Cresswell.
Otros partidos importantes son por parte de la Liga de Rugby que se han celebrado aquí. Varios partidos de la Copa del Mundo de la Liga de Rugby se celebraron en el estadio en 1995, 2000 y 2013.
El estadio ha celebrado las semifinales de la Challenge Cup y las finales de la ya desaparecida Regal Trophy que se celebraron allí en 1995 y 1996. Wigan Warriors ganó en ambas ocasiones.
A pesar de que Huddersfield no es un área fuerte de la unión del rugbi, el estadio se ha utilizado para cuatro encuentros internacionales de la unión del rugbi. Fue sede de tres partidos de clasificación para la Copa Mundial de Rugby de 1999 y un partido de grupos. La mitad de los partidos han visto las puntuaciones del siglo; Por Inglaterra contra los Países Bajos (110-0) y por los All Blacks contra Italia (101-3).
El récord de asistencia al estadio es de 24 375 espectadores para un partido de la Copa Mundial de Rugby 2013 entre Inglaterra e Irlanda el 2 de noviembre de 2013. El récord de un partido de fútbol es de 24 129 espectadores para un partido de la quinta ronda de la FA Cup entre el Huddersfield Town y el Manchester City el 18 de febrero de 2017. El récord de asistencia de los Huddersfield Giants en el estadio se sitúa en 15 629 espectadores para un partido contra el Leeds Rhinos el 10 de febrero de 2008.
Junto al estadio se construirá una pista de esquí.

## Propiedad
Después de la compra del Huddersfield Town, Ken Davy se convirtió en presidente de ambos clubes deportivos, que son propiedad de las empresas que controla. La actual propiedad del estadio es Kirklees Metropolitan Council 40%, Huddersfield Town A.F.C. 40%, y Huddersfield Giants 20%. El actual gerente del estadio es Gareth Davis,
 que sucedió a Ralph Rimmer en 2010. El 24 de diciembre de 2009, Huddersfield Town anunció que el 40% de las acciones propiedad de Huddersfield Sporting Pride sería transferido al club de fútbol, propiedad del actual presidente Dean Hoyle, pero el acuerdo se retrasó debido a una disputa de alquiler entre Davy y Hoyle. El acuerdo se completó finalmente el 3 de septiembre de 2013.

## Estadio

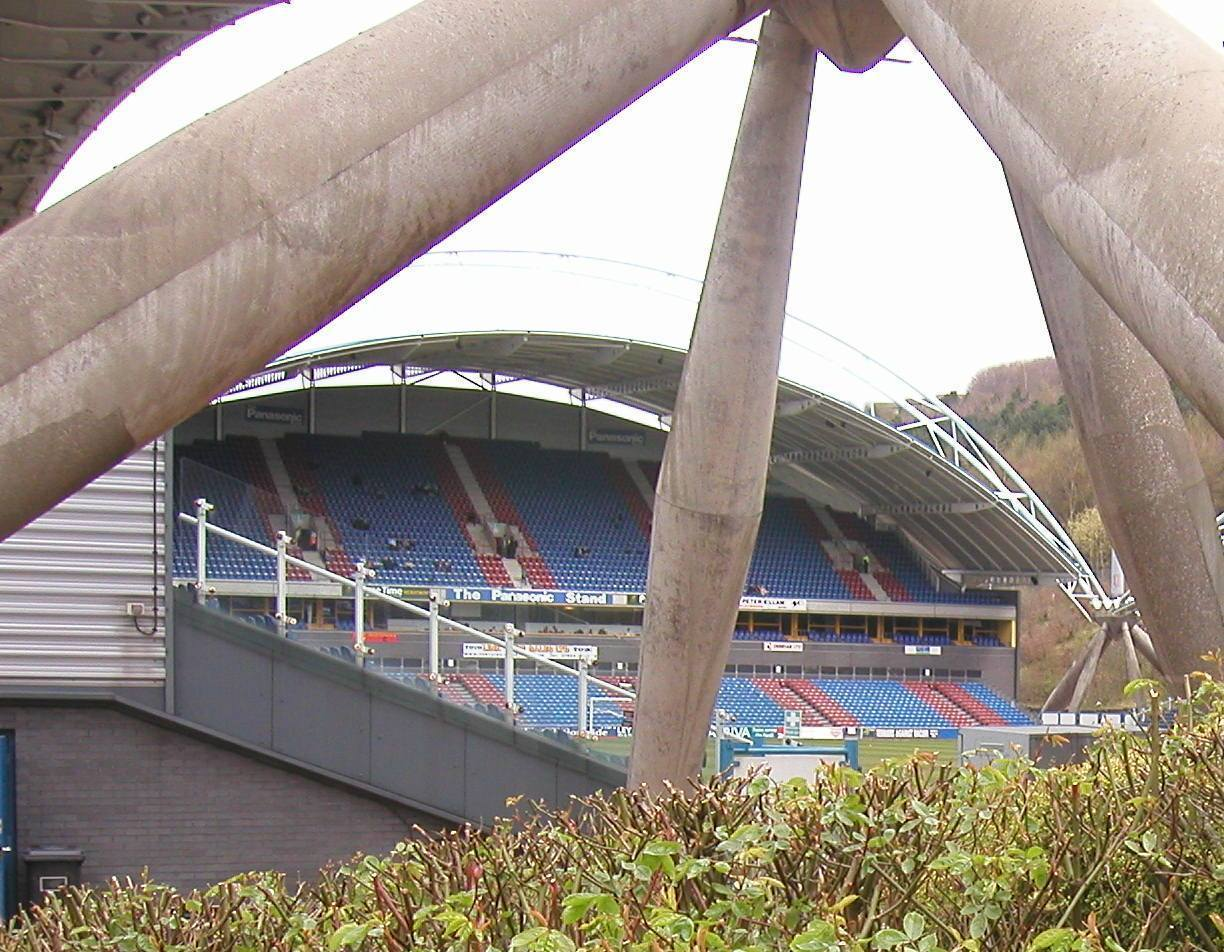
El Kirklees Stadium desde dentro.

### Grada Norte
La Grada Norte o (North Stand en inglés), conocida como la Fantastic Media Stand por razones de patrocinio, se encuentra detrás del poste de gol en el extremo norte del terreno. Tiene dos niveles y 16 asientos de hospitalidad, la parte alta está completa con sillería. El nivel inferior contiene asientos temporales que se pueden retirar para conciertos u otros eventos.

### Grada Este
La Grada Este o (East Stand en inglés) conocida como la Kilner Bank Stand o la Britannia Rescue Stand por razones del patrocinio, es la grada individual más grande del estadio, se ubica a lo largo del campo y esta completamente cubierta. La grada también tiene las cabinas de TV. Tiene una capacidad de 7000 asientos

### Grada Sur
La Grada Sur o (South Stand en inglés) conocida como la John Smiths South Stand por razones del patrocinio, es una grada con sillería y está cubierta completamente, además, en esta se ubica la pantalla gigante. La grada solía ser completamente para los aficionados visitantes, pero ahora se comparte con los aficionados locales con la segregación de compensación; A partir de la temporada 2017-18 un nuevo sistema de segregación se puso en marcha con los aficionados visitantes dando 2500 entradas en lugar de 2000. La capacidad máxima de la grada es de 4054 asientos.

### Grada Oeste
La Grada Oeste o (West Stand en inglés) conocida como Revell Ward Stand por razones del patrocinio o Riverside Stand. Cuenta con dos niveles y 26 sillas de hospitalidad e incorpora los vestuarios de los jugadores, túnel, boletería y tienda del club.

## Patrocinio
Desde 1994 hasta 2004 el estadio fue conocido como el McAlpine Stadium. Alfred McAlpine había sido el contratista principal de la construcción y su nombre era parte del contrato de pago durante diez años. La empresa optó por no renovar su patrocinio que fue tomado por Galpharm Healthcare, llevando al nuevo nombre. Las gradas individuales son patrocinadas por empresas locales. El 19 de julio de 2012, se anunció que la empresa cervecera Heineken había comprado los derechos de patrocinio del estadio con la cervecería John Smith como beneficiaria y, como tal, el estadio pasó a llamarse John Smith's Stadium el 1 de agosto como parte de un acuerdo por 5 años.
| Año         | Patrocinador        | Nombre                  |
| ----------- | ------------------- | ----------------------- |
| 1994 - 2004 | Alfred McAlpine     | Alfred McAlpine Stadium |
| 2004 - 2012 | Galpharm Healthcare | Galpharm Stadium        |
| 2012 - 2017 | Heineken            | John Smith's Stadium    |

## Partidos internacionales

### Partidos de la Copa del Mundo de Rugby de la selección de Australia

#### 1998
| Grupos; 14 de octubre de 1995 | Australia | 66:0 | Fiyi |                                                       |  |
|                               |           |      |      | Asistencia: 7 127 espectadores Árbitro(s): Eddie Ward |  |

| Semifinales; 22 de octubre de 1995 | Australia | 30:20 | Nueva Zelanda |                                             |  |
|                                    |           |       |               | Asistencia: 16 608 espectadores Árbitro(s): |  |

#### 2000
| Semifinales; 19 de noviembre de 2000 | Australia | 46:33 | Gales |                                                          |  |
|                                      |           |       |       | Asistencia: 8 114 espectadores Árbitro(s): Russell Smith |  |

### Otros partidos internacionales de la Rugby League
Fue sede de siete encuentros internacionales de la liga de rugby de Gran Bretaña. los resultados fueron los siguientes:
| NZ Tour; 31 de octubre de 1998 | Gran Bretaña | 16:22 | Nueva Zelanda |                                             |  |
|                                |              |       |               | Asistencia: 18 500 espectadores Árbitro(s): |  |

| Ashes series; 11 de noviembre de 2001 | Gran Bretaña | 20:12 | Australia |                                                         |  |
|                                       |              |       |           | Asistencia: 21 758 espectadores Árbitro(s): R. Connolly |  |

| NZ Tour; 16 de noviembre de 2002 | Gran Bretaña | 14:14 | Nueva Zelanda |                                                         |  |
|                                  |              |       |               | Asistencia: 23 604 espectadores Árbitro(s): Steve Clark |  |

| Ashes series; 22 de noviembre de 2003 | Gran Bretaña | 12:18 | Australia |                                                           |  |
|                                       |              |       |           | Asistencia: 24 126 espectadores Árbitro(s): Russell Smith |  |

| Tres Naciones; 6 de noviembre de 2004 | Gran Bretaña | 22:12 | Nueva Zelanda |                                                        |  |
|                                       |              |       |               | Asistencia: 20 372 espectadores Árbitro(s): Tim Mander |  |

| Tres Naciones; 12 de noviembre de 2005 | Gran Bretaña | 38:12 | Nueva Zelanda |                                                        |  |
|                                        |              |       |               | Asistencia: 19 232 espectadores Árbitro(s): Tim Mander |  |

| All Golds Tour; 27 de octubre de 2007 | Gran Bretaña | 20:14 | Nueva Zelanda |                                                         |  |
|                                       |              |       |               | Asistencia: 16 522 espectadores Árbitro(s): Tony Archer |  |

Cuando el equipo de la liga de rugby de Gran Bretaña se dividió, ha sido sede de tres encuentros internacionales de la liga de rugby de Inglaterra. Los resultados fueron los siguientes:
| Cuatro Naciones; 7 de noviembre de 2009 | Inglaterra | 20:12 | Nueva Zelanda |                                                             |  |
|                                         |            |       |               | Asistencia: 19 390 espectadores Árbitro(s): Thierry Alibert |  |

| Copa Mundial; 2 de noviembre de 2013 | Inglaterra | 42:0 | Irlanda |                                             |  |
|                                      |            |      |         | Asistencia: 24 375 espectadores Árbitro(s): |  |

| Cuatro Naciones; 29 de octubre de 2016 | Inglaterra | 16:17 | Nueva Zelanda |                                                          |  |
|                                        |            |       |               | Asistencia: 24 070 espectadores Árbitro(s): Robert Hicks |  |

El estadio también ha sido sede de tres partidos de la Bradford Bulls World Club Challenge. Los resultados fueron los siguientes:
| World Club Challenge; 1 de febrero de 2002 | Bradford Bulls | 41:26 | Newcastle Knights |                                             |  |
|                                            |                |       |                   | Asistencia: 21 113 espectadores Árbitro(s): |  |

| World Club Challenge; 13 de febrero de 2004 | Bradford Bulls | 22:4 | Penrith Panthers |                                             |  |
|                                             |                |      |                  | Asistencia: 18 962 espectadores Árbitro(s): |  |

| World Club Challenge; 3 de febrero de 2006 | Bradford Bulls | 30:10 | Wests Tigers |                                             |  |
|                                            |                |       |              | Asistencia: 19 207 espectadores Árbitro(s): |  |

#### Clasificaciones finales
|    | Equipo       | PJ | PG | PE | PP | TF  | TC  | DT   | PTS |
| -- | ------------ | -- | -- | -- | -- | --- | --- | ---- | --- |
| 1. | Inglaterra   | 2  | 2  | 0  | 0  | 133 | 15  | +118 | 6   |
| 2. | Italia       | 2  | 1  | 0  | 1  | 82  | 30  | +52  | 4   |
| 3. | Países Bajos | 2  | 0  | 0  | 2  | 7   | 177 | -170 | 2   |

#### Partidos
| 14 de noviembre de 1998 | Inglaterra | 110:0 | Países Bajos |             |  |
|                         |            |       |              | Árbitro(s): |  |

| 18 de noviembre de 1998 | Países Bajos | 7:67 | Italia |             |  |
|                         |              |      |        | Árbitro(s): |  |

| 22 de noviembre de 1998 | Inglaterra | 23:15 | Italia |             |  |
|                         |            |       |        | Árbitro(s): |  |

## Conciertos
Entre los artistas que se han presentado en el estadio se encuentran Bryan Adams, The Beautiful South, Blue, Bon Jovi, The Eagles, Elton John y R.E.M., entre otros.
| Fecha                    | Tours / Nombre del evento | Banda                                                                        | Asistencia | Ref.          |
| ------------------------ | ------------------------- | ---------------------------------------------------------------------------- | ---------- | ------------- |
| 25 y 26 de julio de 1995 | Monster Tour              | R.E.M.                                                                       | 80 000+    | [ 11 ]        |
| 10 de julio de 1996      | Hell Freezes Over Tour    | The Eagles                                                                   | 40 000     | [ 12 ]        |
| 23 de julio de 1996      | 18 Til I Die Tour         | Bryan Adams con Del Amitri y Melissa Etheridge apoyando                      | 20 000     | [ 13 ]        |
| 12 de julio de 1997      | South Meets North         | The Beautiful South con Cast, The Lightning Seeds y Teenage Fanclub apoyando |            | [ 14 ]        |
| 13 de junio de 2001      | One Wild Night Tour       | Bon Jovi con Delirious? y Matchbox Twenty apoyando                           | 37 500     | [ 15 ] [ 16 ] |
| 31 de julio de 2004      |                           | Blue con Girls Aloud y Darius apoyando                                       |            | [ 17 ]        |
| 3 de junio de 2005       |                           | Elton John con Lulu apoyando                                                 |            | [ 18 ]        |
| 1 de junio de 2006       |                           | Bryan Adams                                                                  |            | [ 19 ]        |